# Françoise Fleury
Pour les articles homonymes, voir Fleury.
Françoise Fleury est une actrice française, née le 6 octobre 1932 à Paris 16e, et morte le 30 septembre 2003 à Saint-Cloud.

## Biographie
Comédienne ayant effectué une grande partie de sa carrière dans le théâtre, Françoise Fleury est également connue pour ses qualités de comédienne spécialisée dans le doublage.
Sa dernière apparition fut en 2000 pour M6, une fiction télévisée aux côtés de François Berléand.  Elle succomba à un cancer (du sang) et repose dans un cimetière de la banlieue est-parisienne (à Bagnolet).
En plus des autres voix doublées dans différentes séries américaines, elle fait la voix du personnage de Mona Robinson, mère d'Angela Bowers dans la série télévisée américaine Madame est servie.
Les passionnés de la saga théâtro-télévisuelle Au théâtre ce soir peuvent la remarquer dans plusieurs pièces, dont la plus connue, Folle Amanda, où elle incarne Lucette, la sœur bourgeoise de Jacqueline Maillan.

## Filmographie

### Cinéma
- 1960 : La Millième Fenêtre de Robert Ménégoz
- 1972 : Les Caïds de Robert Enrico
- 1974 : La Rivale de Sergio Gobbi
- 1983 : Signes extérieurs de richesse de Jacques Monnet
- 1984 : French Lover de Richard Marquand

### Télévision
- 1962 : Le Théâtre de la jeunesse : Oliver Twist réalisation Jean-Paul Carrère
- 1966 : L'Homme aux cheveux gris de Max Leclerc
- 1972 : De sang froid d'Abder Isker
- 1979 :  Désiré Lafarge  épisode : Désiré Lafarge suis le mouvement de Guy Lefranc
- 1980-1989 : série télévisée, Julien Fontanes, magistrat : Hélène
- 1989 : Les Cinq Dernières Minutes : Les Chérubins ne sont pas des anges de Jean-Pierre Desagnat

## Théâtre
- 1957 : L'École des cocottes de Paul Armont & Marcel Gerbidon, mise en scène Jacques Charon, Théâtre Hébertot
- 1958 : Les Parisiens d'Irène Strozzi & Jean Paredes, mise en scène Christian-Gérard, Théâtre de l'Œuvre
- 1960 : Piège pour un homme seul de Robert Thomas, mise en scène Jacques Charon, Théâtre des Bouffes-Parisiens
- 1961 : Piège pour un homme seul de Robert Thomas, mise en scène Jacques Charon, Théâtre des Célestins
- 1961 : Monsieur chasse ! de Georges Feydeau, mise en scène Georges Vitaly, Théâtre La Bruyère
- 1962 : La Queue du diable d'Yves Jamiaque, mise en scène Georges Vitaly, Théâtre La Bruyère
- 1964 : Des enfants de cœur de François Campaux, mise en scène Christian-Gérard, Théâtre Michel
- 1964 : Enquête à l'italienne de Jacques de La Forterie, mise en scène Daniel Crouet, Enghien
- 1965 : L'Envers d'une conspiration d'Alexandre Dumas, mise en scène Jacques Fabbri, Théâtre de Paris
- 1965 : Je veux voir Mioussov de Valentin Kataiev, mise en scène Jacques Fabbri, Théâtre des Nouveautés
- 1965 : Le Plus Heureux des trois d'Eugène Labiche, mise en scène Yves Gasc, Théâtre des Mathurins
- 1966 : Au théâtre ce soir : À la monnaie du Pape de Louis Velle, mise en scène de l'auteur, réalisation Pierre Sabbagh, Théâtre Marigny
- 1967 : Quarante Carats de Pierre Barillet et Jean-Pierre Grédy, mise en scène Jacques Charon, Théâtre de la Madeleine
- 1968 : Au théâtre ce soir : Je veux voir Mioussov de Valentin Kataïev, mise en scène Jacques Fabbri, réalisation Pierre Sabbagh, Théâtre Marigny
- 1969 : Cash-Cash d'Alistair Foot et Anthony Marriott, mise scène Michel Vocoret, Théâtre Fontaine
- 1969 : Au théâtre ce soir : Many d'Alfred Adam, mise en scène Pierre Dux, réalisation Pierre Sabbagh, Théâtre Marigny
- 1971 : Au théâtre ce soir : Cash-Cash d'Alistair Foot et Anthony Marriott, mise en scène Michel Vocoret, réalisation Pierre Sabbagh, Théâtre Marigny
- 1971 : Piège pour un homme seul de Robert Thomas, mise en scène Jacques Charon, théâtre Édouard VII
- 1971 : Folle Amanda de Pierre Barillet et Jean-Pierre Grédy, mise en scène Jacques Charon, Théâtre des Bouffes-Parisiens
- 1971 : Au théâtre ce soir : Fric-Frac d'Édouard Bourdet, mise en scène Jean Le Poulain, réalisation Pierre Sabbagh, Théâtre Marigny
- 1973 : Au théâtre ce soir : La Poulette aux œufs d'or de Robert Thomas, mise en scène de l'auteur, réalisation Georges Folgoas, Théâtre Marigny
- 1973 : Le Tournant de Françoise Dorin, mise en scène Michel Roux, Théâtre de la Madeleine

1973 Le Bal des cuisinières de Bernard Da Costa mise en scène par André Ernotte au Théâtre Sorano
- 1974 : Au théâtre ce soir : La Mare aux canards de Marc Cab et Jean Valmy, mise en scène Robert Manuel, réalisation Georges Folgoas, Théâtre Marigny
- 1974 : Au théâtre ce soir : Folle Amanda de Pierre Barillet et Jean-Pierre Grédy, mise en scène Jacques Charon, réalisation Georges Folgoas, Théâtre Marigny
- 1976 : Au théâtre ce soir : Seul le poisson rouge est au courant de Jean Barbier et Dominique Nohain, mise en scène Dominique Nohain, réalisation Pierre Sabbagh, théâtre Édouard VII
- 1977 : Au théâtre ce soir : Monsieur chasse ! de Georges Feydeau, mise en scène Alain Feydeau, réalisation Pierre Sabbagh, Théâtre Marigny
- 1977 : Au théâtre ce soir : L'Avocat du diable de Roger Saltel, mise en scène Robert Manuel, réalisation Pierre Sabbagh, Théâtre Marigny
- 1977 : Au théâtre ce soir : Le Faiseur d'Honoré de Balzac, mise en scène Pierre Franck, réalisation Pierre Sabbagh, Théâtre Marigny
- 1978 : Au théâtre ce soir : Le Locataire du troisième sur la cour de Jerome K. Jerome, mise en scène André Villiers, réalisation Pierre Sabbagh, Théâtre Marigny
- 1979 : Au théâtre ce soir : Good Bye Charlie de George Axelrod, adaptation Pierre Barillet et Jean-Pierre Grédy, mise en scène Georges Vitaly, réalisation Pierre Sabbagh, Théâtre Marigny
- 1979 : Je veux voir Mioussov de Valentin Kataiev, adaptation Marc-Gilbert Sauvajon, mise en scène Jacques Fabbri, Théâtre du Palais-Royal et Théâtre des Variétés en 1980
- 1980 : Au théâtre ce soir : Décibel de Julien Vartet, mise en scène Max Fournel, réalisation Pierre Sabbagh, Théâtre Marigny
- 1980 : Au théâtre ce soir : Une sacrée famille de Louis Verneuil, mise en scène Robert Manuel, réalisation Pierre Sabbagh, Théâtre Marigny
- 1981 : Au théâtre ce soir : Monsieur Vernet de Jules Renard, mise en scène Robert Manuel, réalisation Pierre Sabbagh, Théâtre Marigny
- 1981 : Domino de Marcel Achard, mise en scène Jean Piat, Théâtre Marigny
- 1982 : La Pattemouille de Michel Lengliney, mise en scène Jean-Claude Islert, Théâtre de la Michodière
- 1989 : Un fil à la patte de Georges Feydeau, mise en scène Pierre Mondy, Théâtre du Palais-Royal
- 1993 : Les Monstres sacrés de Jean Cocteau, mise en scène Raymond Gérôme,   Théâtre des Bouffes-Parisiens